# Kagera
Pour la région, voir Kagera (région).
Ne doit pas être confondu avec Parc national de l'Akagera.
Le Kagera (Akagera en kinyarwanda) est une rivière d'Afrique de l'Est, c'est l'une des sources du Nil.

## Parcours

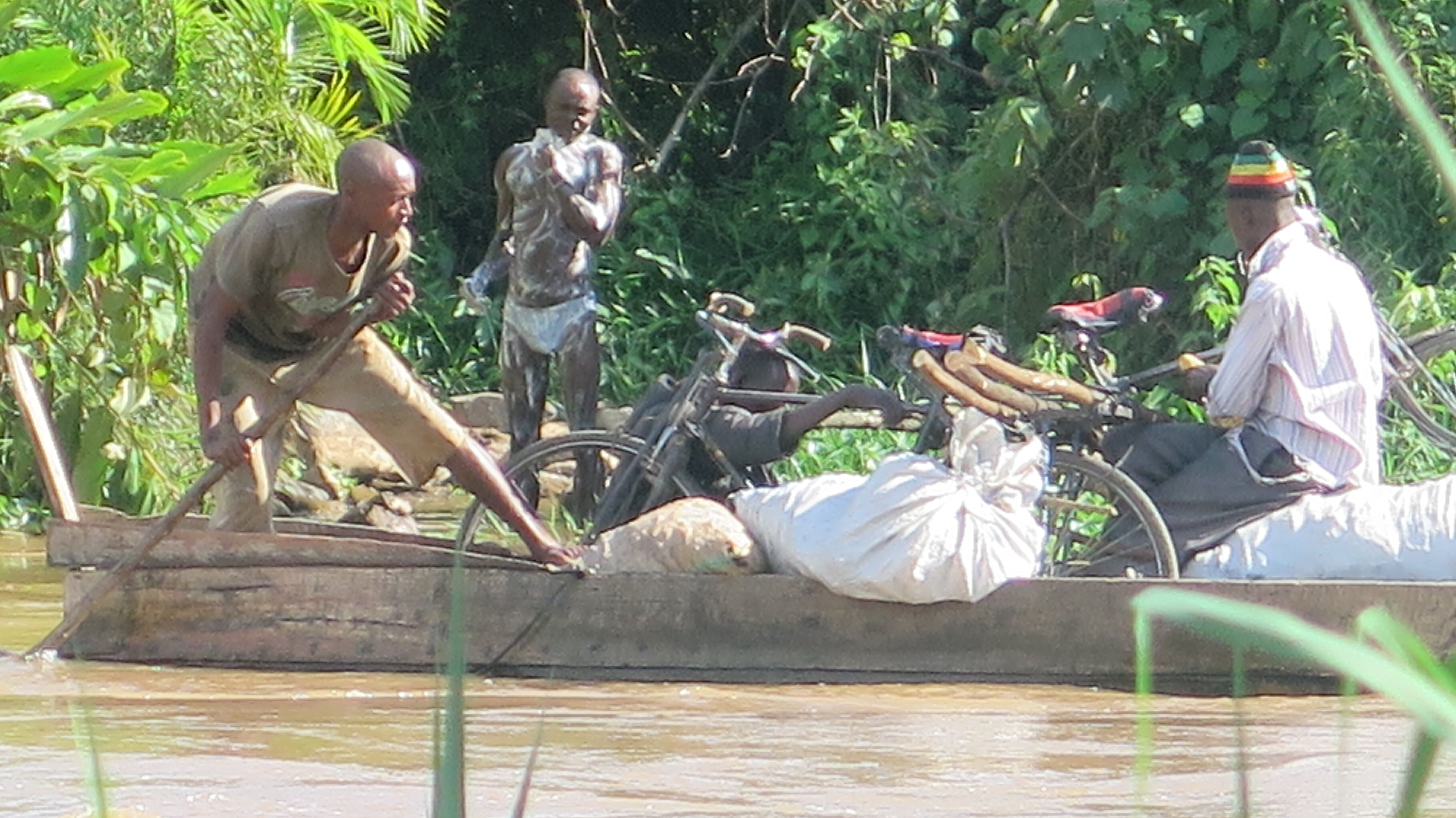
Commerce informel entre la Tanzanie et l'Ouganda.

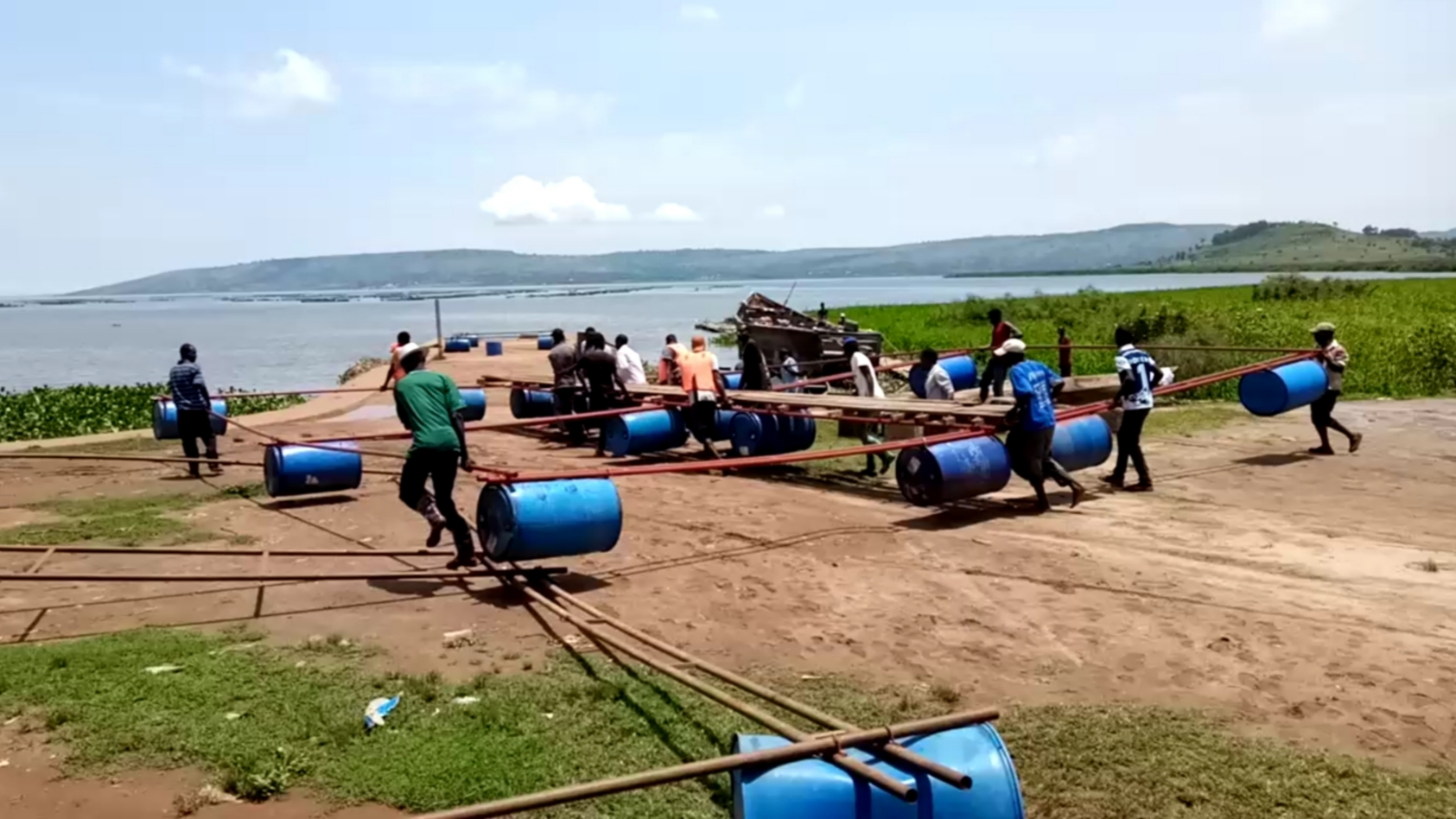
Construction d'un radeau pour traverser le Kagera, en Ouganda.

Le cours du Kagera est long de quatre cents kilomètres. Il prend sa source au cœur de la forêt de Nyungwe, dans la Province de l'Ouest du Rwanda, sous le nom de Rukarara, puis de Mwogo, de Nyabarongo ; la rencontre de la Nyabarongo avec l'Akanyaru forme la rivière d'Akagera et enfin de Kagera. Il marque la frontière entre le Nord-Est du Burundi et le Sud-Est du Rwanda, puis la frontière entre l'Est du Rwanda et le Nord-Ouest de la Tanzanie avant de remonter vers le nord et bifurquer vers l'est pour se jeter dans le lac Victoria. 
Il donne son nom au parc national de l'Akagera, dans l'Est du Rwanda, ainsi qu'à un mkoa (division administrative) du Nord-Ouest de la Tanzanie.

## Hydrologie
Il est considéré comme la branche mère du Nil. Le Kagera et ses affluents drainent une grande partie du territoire rwandais.
Affluents du Kagera :
- rive gauche :
  - Muvumba,
  - Karangaza,
  - Kamiramugezi ;
- rive droite :
  - Ruvubu.

## Histoire
Au cours du génocide des Tutsi au Rwanda, le Kagera et ses affluents ont drainé les corps de milliers de personnes jusque dans le lac Victoria, où l'Ouganda a dû déclarer l'état d'urgence devant l'ampleur de la situation.

## Hydroélectricité
Sur le cours d'eau se trouve la centrale hydroélectrique de Rusumo.